# Щиток комах

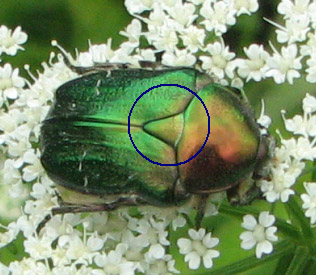
Золотиста бронзівка. Щиток обведено колом

Щиток у комах (лат. scutellum) — задня частина спинної частини средньогрудей комах, яка являє особливу хітинову пластинку, зазвичай трикутної форми.
Також щитком називають частину покривів деяких кліщів.

## Будова щитка у комах

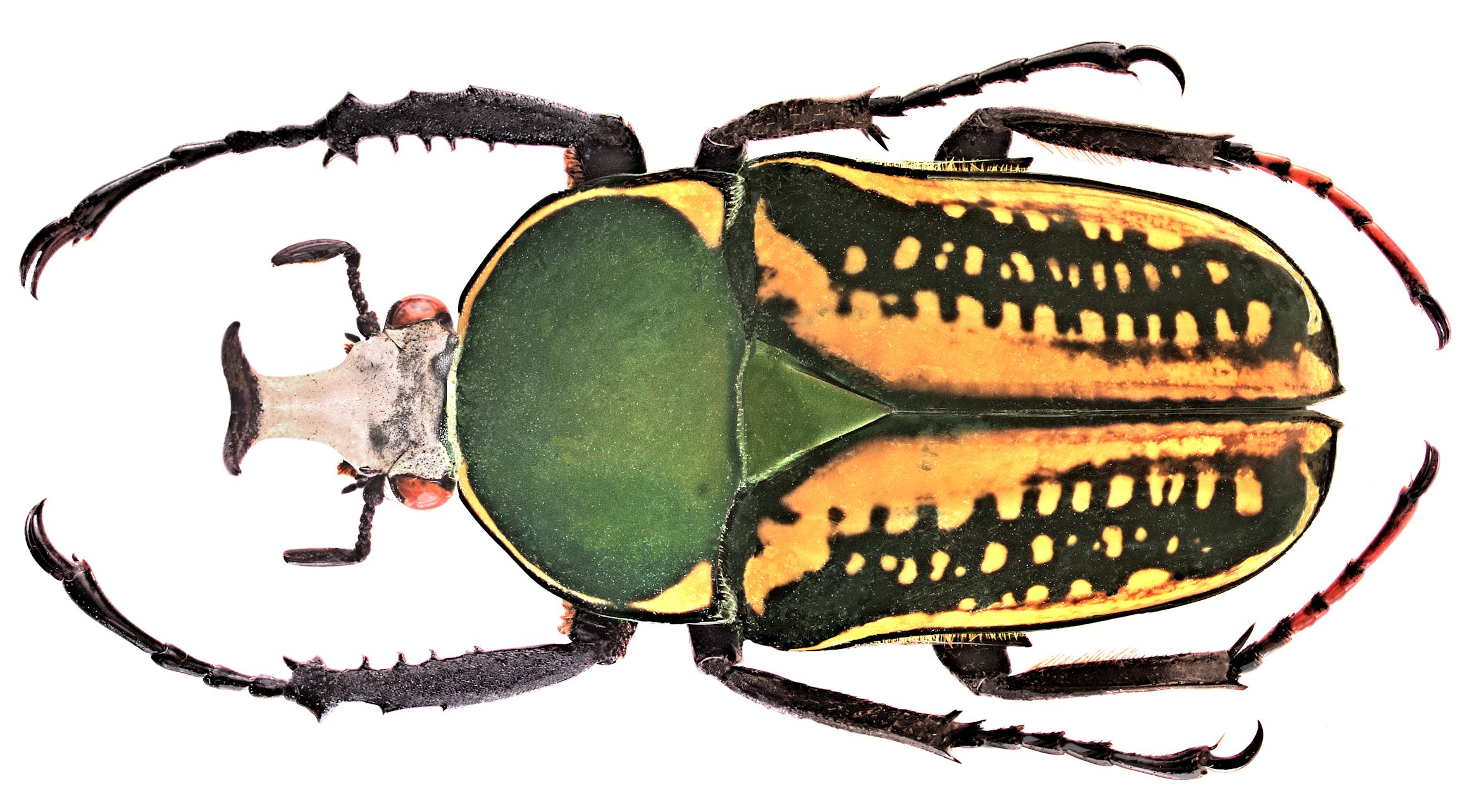
Megalorhina harrisi, як і всі жуки-бронзівки, має добре розвинений щиток

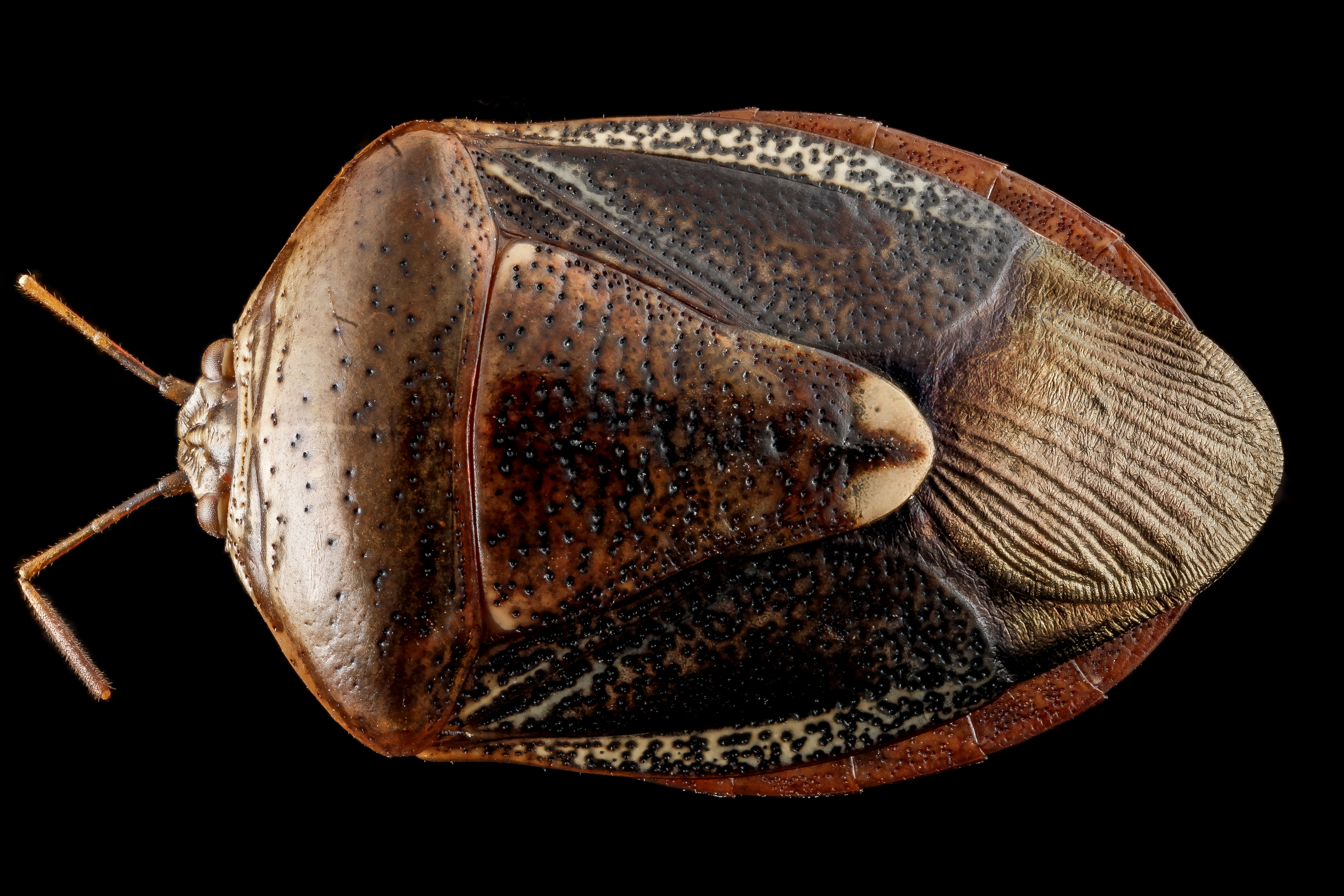
Найбільшого розвитку щиток досягає у багатьох клопів, як наприклад у Edessa florida на фото

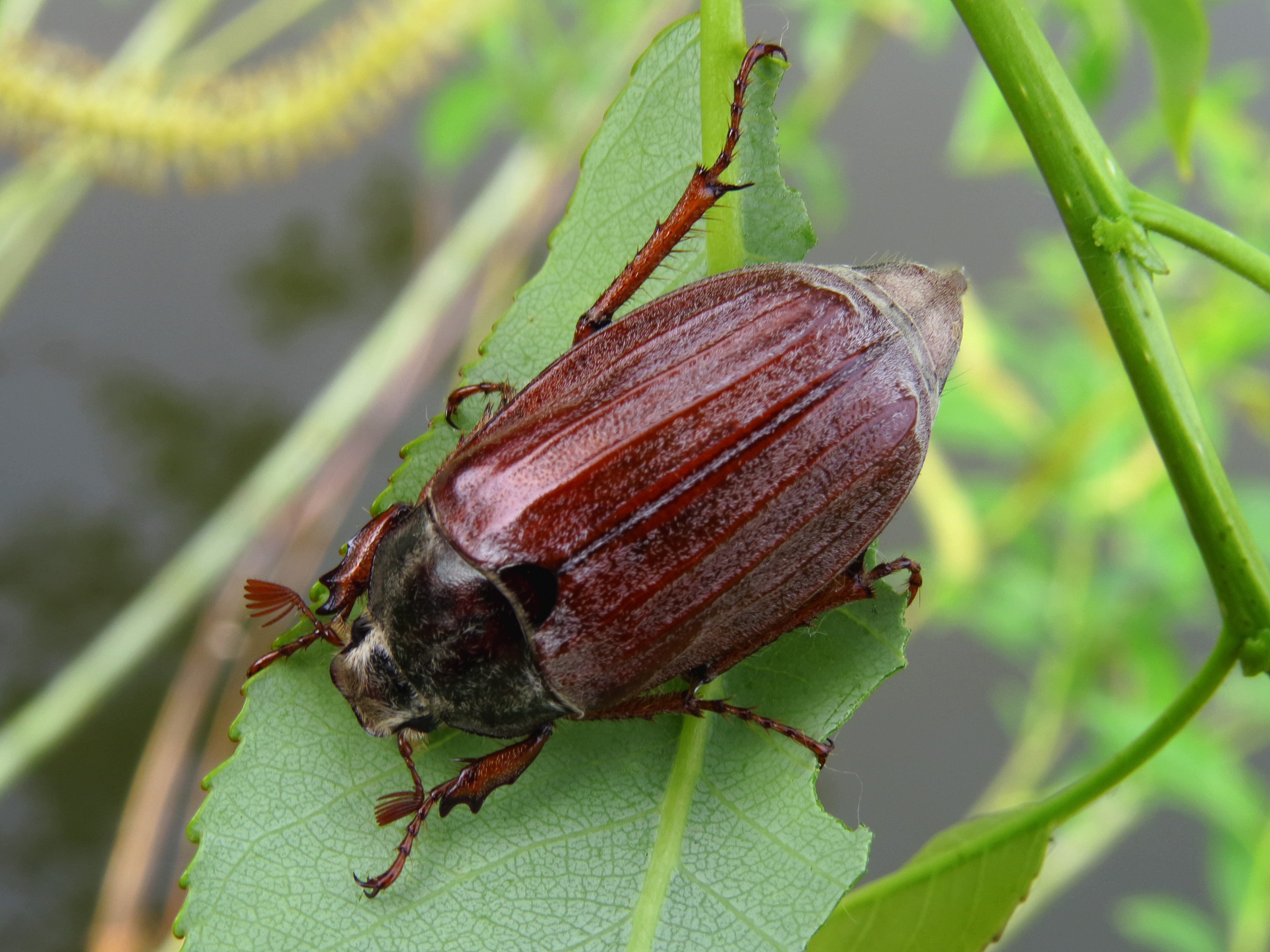
Щиток хруща виду Melolontha hippocastani

Найпомітніший щиток у жуків і напівтвердокрилих — крила представників цих груп комах займають значну площу спинки і щільно прилягають до тіла в стані спокою. Представники інших груп комах мають типову будову средньогрудей, на тергіті якої помітні лише ямки для прикріплення крил. Щиток у твердокрилих знаходиться між основами надкрил. Найбільшого розвитку щиток досягає в багатьох клопів (Heteroptera), у яких він покриває всю спинну частину черевця.
У складеному стані крила у жуків і клопів закривають майже всю верхню частину тіла, утворюючи механічний захист. У зв'язку з тим, що вони зміцнюють верхню (дорсальну) поверхню грудей і черевця, остання характеризується вираженою м'якістю і піддатливістю, порівняно з вентральною (нижньою). Лише в передніх відділах, в основі між крилами, на задньому боці средньогрудей зберігається ділянка з підвищеною щільністю, яку й називають щитком.
Щиток жуків являє собою невеликих розмірів трикутну пластинку, звернену своєю основою до голови і вершиною в бік черевця. Вершина щитка може бути гострою або закругленою. Додаткові утворення (волоски, вирости) на щитку зазвичай відсутні. У деяких випадках біля щитка є прещиткова борозенка, але зазвичай вона слабо виражена і важливим анатомічним утворенням не вважається.
Значно різноманітнішою є будова щитка у різних клопів — що менше розвинені крила, то більшу площу він займає у них. Наприклад, самиці  соснового підкорового клопа мають недорозвинені, укорочені надкрила, в основі яких і розташовується невеликий, але добре помітний щиток, а в шкідливої черепашки крила повністю редуковані, тому щиток у цього виду займає практично всю поверхню спинки.

## Видозміни щитка
Описана вище загальна схема будови щитка є характерною для більшості комах і є типовою. Однак, деякі групи відрізняються зміненим щитком.
Найяскравішим прикладом видозміни є щиток у щитівок — комах з малорухливим способом життя, які харчуються соком рослин. Сама назва «щитівки» вказує на наявність у цих комах описаної нижче особливості морфологічної будови щитка. У них щиток представлений не частиною зовнішніх покривів на дорсальній стороні тіла, а утворенням значно більших розмірів. У них щиток покриває всю спинну поверхню і деякою мірою також і нижню частину тіла. Він являє собою єдине утворення, продукт діяльності залоз кутикули, які виробляють особливу речовину, що твердне. Колір щитка у щитівок може бути різним, він буває забарвленим світло або темно, завжди є маскувальним.

## Функції
Щиток є невід'ємною складовою частиною екзоскелету комах, виконуючи роль пасивного захисту внутрішніх органів. У жуків до внутрішньої поверхні щитка частково прикріплюється льотна мускулатура, тому в даної групи комах він також пов'язаний із забезпеченням можливості польоту.

Щиток у представників різних рядів комах
=щиток напівтвердокрилих
=щиток двокрилих
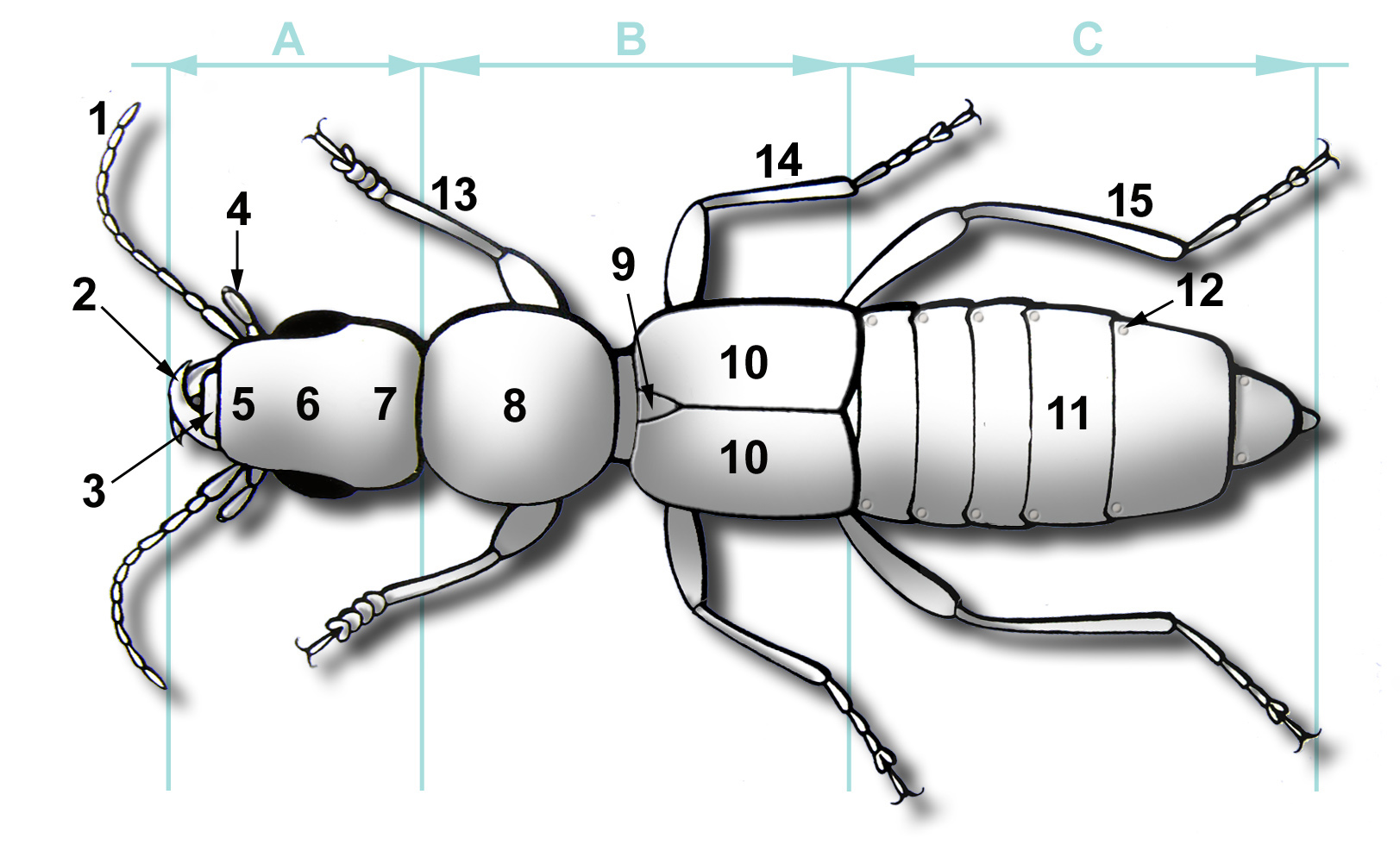
=щиток твердокрилих

- Scutellum=щиток мурашок